# Gorgone pyrochila
Gorgone pyrochila är en fjärilsart som beskrevs av Butler 1879. Gorgone pyrochila ingår i släktet Gorgone och familjen nattflyn. Inga underarter finns listade i Catalogue of Life.